# Tortyra iocyaneus
Tortyra iocyaneus là một loài bướm đêm thuộc họ Choreutidae. Nó được tìm thấy ở Florida.
Sải cánh dài khoảng 14 mm.